# España en el Campeonato Mundial de Atletismo de 2001
La selección española de atletismo acudió a los Campeonatos del Mundo de Atletismo de 2001, celebrados en Edmonton entre el 3 y el 12 de agosto de 2001, con un total de 50 atletas (31 hombres 19 mujeres).

## Medallas
Se lograron un total de 3 medallas: 2 de plata obtenidas por el marchador Jesús Ángel García Bragado y por Marta Domínguez en los 5000 metros lisos; y 1 de bronce de la mano de Niurka Montalvo en el Salto de longitud. Por el número de medallas obtenidas, España ocupó el 24.º puesto en el medallero.

## Finalistas
Además se obtuvieron otros 14 puestos de finalista gracias a las actuaciones de Reyes Estévez y José Antonio Redolat, 5.º y 6.º en los 1500 metros lisos; de Alberto García Fernández, 4.º en los 5000 metros lisos; de Fabián Roncero y José Ríos, 5.º y 6.º en los 10000 metros lisos; de Luis Miguel Martín Berlanas y Antonio David Jiménez Pentinel, 4.º y 6.º en los 3000 metros obstáculos; de Manuel Martínez Gutiérrez, 4.º en Lanzamiento de peso; de David Márquez, 5.º en los 20 kilómetros marcha; de Valentí Massana, 6.º en los 50 kilómetros marcha; del equipo masculino de relevos 4 x 400 metros lisos, 6.º en la final; de Mayte Martínez, 7.ª en los 800 metros lisos; de Natalia Rodríguez Martínez, 6.ª en los 1500 metros lisos; y de María Vasco, 5.ª en los 20 kilómetros marcha.

## Participación
El detalle de la actuación española en la segunda edición de los campeonatos del mundo de atletismo se recoge en la siguiente tabla:
| Atletas                           | Pruebas                | Actuación                                                                                               |
| --------------------------------- | ---------------------- | --- |
| David Canal                       | 400 metros lisos       | Semifinalista: 2.º en su eliminatoria (45.60) y 5.º en su semifinal (45.50)                             |
| David Canal                       | 4 x 400 metros lisos   | Finalista: 3.º en su eliminatoria con récord de España (3:01.42) y 6.º en la final (3:02.24)            |
| Antonio Manuel Reina Ballesteros  | 800 metros lisos       | 1.ª ronda: 3.º en su eliminatoria (1:48.26)                                                             |
| Antonio Manuel Reina Ballesteros  | 4 x 400 metros lisos   | Finalista: 3.º en su eliminatoria con récord de España (3:01.42) y 6.º en la final (3:02.24)            |
| Reyes Estévez                     | 1500 metros lisos      | Finalista: 1.º en su eliminatoria (3:38.27), 5.º en su semifinal (3:36.46) y 5.º en la final (3:32.34)  |
| José Antonio Redolat              | 1500 metros lisos      | Finalista: 1.º en su eliminatoria (3:36.24), 2.º en su semifinal (3:39.75) y 6.º en la final (3:34.29)  |
| Andrés Manuel Díaz Díaz           | 1500 metros lisos      | 1.ª ronda: Abandonó                                                                                     |
| Alberto García Fernández          | 5000 metros lisos      | Finalista: 4.º en su eliminatoria (13:33.64) y 4.º en la final (13:05.60)                               |
| Isaac Viciosa                     | 5000 metros lisos      | Final: 7.º en su eliminatoria (13:32.39) y 14.º en la final (14:01.32)                                  |
| Enrique Molina Vargas             | 5000 metros lisos      | 1.ª ronda: 11.º en su eliminatoria (13:45.97)                                                           |
| Fabián Roncero                    | 10000 metros lisos     | Finalista: 5.º (27:56.07)                                                                               |
| José Ríos                         | 10000 metros lisos     | Finalista: 6.º (27:56.58)                                                                               |
| José Manuel Martínez Fernández    | 10000 metros lisos     | Final directa: 12.º (28:06.33)                                                                          |
| Óscar Fernández Giralda           | Maratón                | 15.º (2h19:45)                                                                                          |
| Antonio Peña Pico                 | Maratón                | 24.º (2h23:29)                                                                                          |
| Kamel Ziani                       | Maratón                | 29.º (2h25:43)                                                                                          |
| Julio Rey de Paz                  | Maratón                | 37.º (2h27:59)                                                                                          |
| Francisco Javier Cortés Huete     | Maratón                | 41.º (2h28:48)                                                                                          |
| Felipe Vivancos                   | 110 metros vallas      | 1.ª ronda: 4.º en su eliminatoria (13.84)                                                               |
| Eduardo Iván Rodríguez            | 400 metros vallas      | Semifinalista: 4.º en su eliminatoria (49.51) y 8.º en su semifinal (49.92)                             |
| Eduardo Iván Rodríguez            | 4 x 400 metros lisos   | Finalista: 3.º en su eliminatoria con récord de España (3:01.42) y 6.º en la final (3:02.24)            |
| Luis Miguel Martín Berlanas       | 3000 metros obstáculos | Finalista: 3.º en su eliminatoria (8:25.09) y 4.º en la final (8:18.87)                                 |
| Antonio David Jiménez Pentinel    | 3000 metros obstáculos | Finalista: 1.º en su eliminatoria (8:25.37) y 6.º en la final (8:19.82)                                 |
| Eliseo Martín                     | 3000 metros obstáculos | Final: 4.º en su eliminatoria (8:26.18) y 12.º en la final (8:27.78)                                    |
| Montxu Miranda                    | Salto con pértiga      | Calificación: 17.º (5.60)                                                                               |
| Raul Fernández                    | Salto de longitud      | Calificación: 23.º (7.47)                                                                               |
| Manuel Martínez Gutiérrez         | Lanzamiento de peso    | Finalista: 4.º en la calificación (20.50) y 4.º en la final (20.91)                                     |
| Mario Pestano                     | Lanzamiento de disco   | Calificación: 22.º (56.58)                                                                              |
| Antonio Andrés Guillem            | 4 x 400 metros lisos   | Finalista: 3.º en su eliminatoria con récord de España (3:01.42) y 6.º en la final (3:02.24)            |
| David Márquez                     | 20 kilómetros marcha   | Finalista: 5.º (1h21:09)                                                                                |
| Francisco Javier Fernández Peláez | 20 kilómetros marcha   | Abandonó                                                                                                |
| Jesús Ángel García Bragado        | 50 kilómetros marcha   | Medalla de plata (3h43:07)                                                                              |
| Valentí Massana                   | 50 kilómetros marcha   | Finalista: 6.º: (3h48:28)                                                                               |
| Mikel Odriozola                   | 20 kilómetros marcha   | Final directa: 15.º (hh57:17)                                                                           |
| Julia Alba Alarco                 | 400 metros lisos       | 1.ª ronda: 7.ª en su eliminatoria (54.73)                                                               |
| Julia Alba Alarco                 | 4 x 400 metros lisos   | 1.ª ronda: 7.ª en su eliminatoria (3:33.78)                                                             |
| Mayte Martínez                    | 800 metros lisos       | Finalista: 2.ª en su eliminatoria (2:01.98), 3.ª en su semifinal (2:00.07) y 7.ª en la final (2:00.09)  |
| Natalia Rodríguez Martínez        | 1500 metros lisos      | Finalistaº: 6.ª en su eliminatoria (4:09.86), 5.ª en su semifinal (4:08.49) y 6.ª en la final (4:07.10) |
| Nuria Fernández Domínguez         | 1500 metros lisos      | Final: 6.ª en su eliminatoria (4:13.90), 5.ª en su semifinal (4:11.44) y 12.ª en la final (4:17.86)     |
| Marta Domínguez                   | 5000 metros lisos      | Medalla de plata: 1.ª en su eliminatoria (15:15.81) y 2.º en la final (15:06.59)                        |
| Teresa Recio                      | 5000 metros lisos      | Final: 8.ª en su eliminatoria (15:19.81) y 15.º en la final (15:57.32)                                  |
| Teresa Recio                      | 10000 metros lisos     | Final directa: 15.ª (32:30.56)                                                                          |
| Beatriz Santiago                  | 5000 metros lisos      | 1.ª ronda: 12.ª en su eliminatoria (15:26.55)                                                           |
| María Abel                        | Maratón                | 25.º (2h35.09)                                                                                          |
| María Luisa Larraga               | Maratón                | 27.º (2h36:20)                                                                                          |
| Marta Fernández de Castro         | Maratón                | 28.º (2h37:09)                                                                                          |
| Griselda González                 | Maratón                | 29.º (2h37:52)                                                                                          |
| Eva Sanz Sanz                     | Maratón                | 35.º (2h41:16)                                                                                          |
| Marta Mendía                      | Salto de altura        | Calificación: 21.º (1.85)                                                                               |
| Niurka Montalvo                   | Salto de longitud      | Medalla de bronce: 6.ª en la calificación (6.65) y 3.ª en la final (6.88)                               |
| María del Mar Sánchez Gutiérres   | Salto con pértiga      | Calificación: 24.ª (4.00)                                                                               |
| Norfalia Carabalí                 | 4 x 400 metros lisos   | 1.ª ronda: 7.ª en su eliminatoria (3:33.78)                                                             |
| Yolanda Reyes                     | 4 x 400 metros lisos   | 1.ª ronda: 7.ª en su eliminatoria (3:33.78)                                                             |
| Miriam Bravo                      | 4 x 400 metros lisos   | 1.ª ronda: 7.ª en su eliminatoria (3:33.78)                                                             |
| María Vasco                       | 20 kilómetros marcha   | Finalista: 5.ª (1h30:19)                                                                                |